# Nuno Saraiva
Nuno Francisco Puidival Saraiva (ur. 16 marca 1994) – portugalski judoka. Olimpijczyk z Rio de Janeiro 2016, gdzie zajął siedemnaste miejsce w wadze lekkiej.
Uczestnik mistrzostw świata w 2017, 2018 i 2019. Startował w Pucharze Świata w latach 2013-2017. Drugi na igrzyskach europejskich w 2019 roku.

## Letnie Igrzyska Olimpijskie 2016
| Konkurencja | Eliminacje             | Klas. końcowa |
| Konkurencja | Przeciwnik I           | Miejsce       |
| ----------- | ---------------------- | ------------- |
| 73 kg       | Miklós Ungvári (HUN) P | 17.           |